# Esterházypark
Der Esterházypark ist ein historisch entstandener Park im heutigen sechsten Wiener Gemeindebezirk, Mariahilf. Er wurde nach der ungarischen Aristokratenfamilie Esterházy benannt, die hier in der damaligen Vorstadt 1814 bis 1868 das vormalige Palais Kaunitz besaß. Die Vorstadt wurde 1850 nach Wien eingemeindet.

## Beschreibung
Die im 18. Jahrhundert angelegte Grünanlage mit eindrucksvoller Kastanienallee wurde nach der ungarischen Adelsfamilie der Esterházys benannt. Im Park befindet sich der 1944 errichtete Feuerleitturm des Flakturmpaares Stiftskaserne / Esterhazypark, der das Bild des Parkes nachhaltig prägt. Der Turm beherbergt heute das Haus des Meeres sowie eine Kletterwand an der Außenseite, die vom Alpenverein Austria betreut wird. Außerdem gibt es den unter dem Park liegenden Zivilschutzbunker aus dem Zweiten Weltkrieg für 300 Personen (heute Foltermuseum), was zusammen mit dem Apollo Kino und der günstigen Lage dem Park eine besondere Bedeutung verleiht.

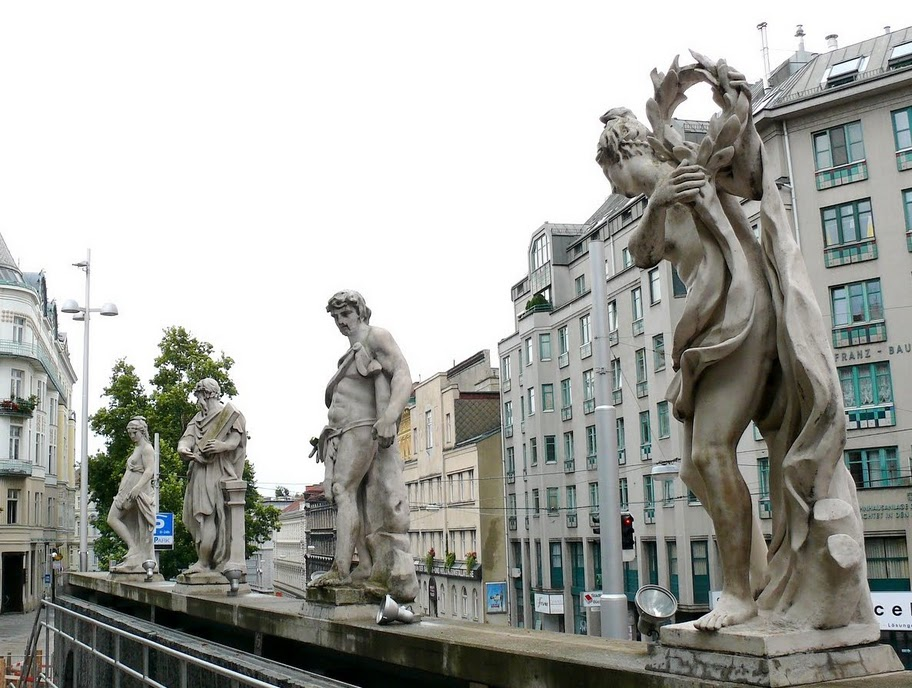
Denkmalgeschützte barocke Steinfiguren

Auf der Einfriedungsmauer entlang der Gumpendorfer Straße sind beim Eingang vier denkmalgeschützte barocke Steinfiguren aufgestellt, die 1886 vom ehemaligen Lazansky-Haus am Stock im Eisen hierher übertragen wurden.
Umgeben ist der Park (im Uhrzeigersinn) von der Schadekgasse, Kaunitzgasse, Gumpendorfer Straße, Blümelgasse, Amerlingstraße sowie der Chwallagasse. Die große Fläche mit dem Bunker und dem Flakturm trägt die Adresse Fritz-Grünbaum-Platz 1, benannt nach dem Wiener Künstler Fritz Grünbaum. Die Verkehrsfläche des Platzes schließt zwischen Schadekgasse, Windmühlgasse und Gumpendorfer Straße östlich direkt an den Park an.